# Bob Russell (presentatore)
Bob Russell (Passaic, 1º gennaio 1908 – Sarasota, 24 gennaio 1998) è stato un conduttore televisivo statunitense, Principalmente conosciuto per aver condotto i concorsi di bellezza Miss America, dal 1940 al 1946, dal 1948 al 1950 e dal 1950 al 1954. Nel 1952 ha co-creato, diretto e condotto la prima edizione di Miss Universo, tenuta a Long Beach in California. Russell ha continuato ad essere alla guida del concorso anche nelle edizioni successive sino al 1957.
In alcune edizioni è stato anche maestro di cerimonie per Miss Mondo e Miss Canada. Ha inoltre condotto varie trasmissioni televisive come Name That Tune (1954–59), Bonnie Maid's Versatile Varieties (1950–51), Your Pet Parade (1951) e Time Will Tell (1954).